# Fordicidia
Vous lisez un « article de qualité » labellisé en 2013.
Cet article concerne la fête de la Rome antique. Pour le genre d'hémiptères, voir Fordicidia (genre).
Dans la Rome antique, les Fordicidia sont une fête religieuse de la fertilité célébrée le 15 avril durant laquelle les Romains offrent en sacrifice des vaches pleines. À Terre pleine on offre une victime pleine. Une fois les vaches sacrifiées dans chacune des trente curies, les embryons de veaux sont brûlés par les vestales et leurs cendres servent quelques jours plus tard pour purifier le peuple lors des Parilia, le 21 avril. Ovide rattache les Fordicidia à un premier sacrifice durant le règne de Numa Pompilius.
Cette fête fait partie du cycle agraire célébré en avril, mois durant lequel ont lieu plusieurs autres fêtes ayant trait à la vie : les Cerealia le 19 (fêtes de Cérès), les Parilia le 21 (fêtes des bergers), les Vinalia le 23 (fêtes du vin) et les Robigalia le 25 (pour protéger les cultures de la rouille ou de la nielle du blé).
L'étymologie du nom Fordicidia pose plusieurs problèmes : les sources nous donnent quatre noms différents pour cette fête et la formation de ces noms ne suit pas les règles d'évolution phonétique du latin. On ne peut alors pas suivre les anciens qui rattachaient Fordicidia au latin fero (« porter », et dans ce cas précis « être enceinte »).
La fête des Fordicidia est considérée comme l'une des fêtes les plus anciennes de la religion romaine et ce rite de fécondité a en effet été rapproché d'autres rites ou mythes identiques présents dans les autres civilisations indo-européennes, particulièrement celui du sacrifice indien de l’aṣtāpadī.

## Le rituel desFordicidia

### Le rituel
Dans la Rome antique, les Fordicidia sont célébrées le 15 avril,,, le troisième jour après les ides de Vénus. Le rituel du sacrifice nous est décrit par Ovide dans le quatrième livre des Fasti.

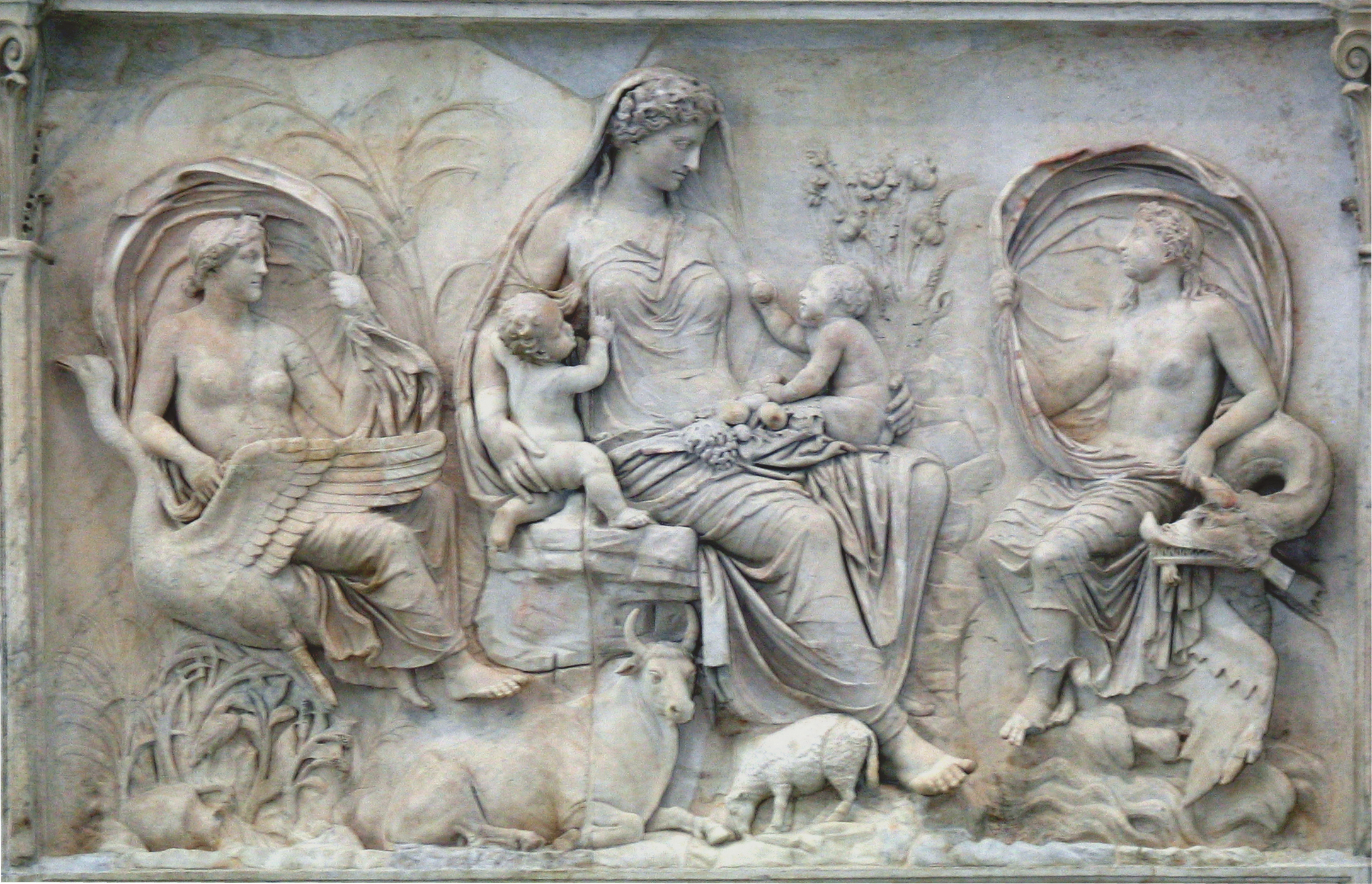
La déesse Tellus, sur un des panneaux de l'Ara Pacis, consacré in 9 av. J.-C.

Dans chacun des bâtiments des trente curies, sur le Capitole, et aussi parfois dans les champs, mais de manière privée, on sacrifie une vache pleine (forda boue),,. On appelle forda une vache pleine car à la terre pleine, on offre une victime pleine nous dit Ovide. On sait que chacune des curies sacrifie une vache pleine, mais le nombre de vaches sacrifiées sur le Capitole par les Pontifes, la part dédiée à Jupiter (pars cadit arce Iovis), ne nous est pas connue : Varron se borne à utiliser le mot complures (plusieurs),.
Après le sacrifice de la vache à Tellus (la Terre), les embryons des veaux sont extraits et brûlés par la vestale la plus âgée, la Vestalis maxima, sans doute sur le foyer de la Regia. Le veau est un être ambigu, vivant pas encore né, sacrifié, mais incapable d’être une victime valide. Leurs cendres sont conservées par les vestales dans le temple de Vesta,, et utilisées, mélangées avec le sang séché obtenu lors le sacrifice du cheval d'octobre et des tiges de fèves, pour servir à un rite de purification en les répandant sur les feux des Parilia,, pour la purification des bergers et des troupeaux.
Ovide, qui nous décrit le rite, peut être tenu pour un témoin fiable, car il raconte avoir participé plusieurs fois aux Parilia,.

### Une fête des curies
La curie (curia) désigne à Rome une ancienne division politique et administrative du peuple romain datant probablement de la monarchie. Au nombre de trente, chacune dispose de son local et de son prêtre, le curion. Comme pour d'autres rituels dans lesquels le culte public va de pair avec le culte privé, un seul sacrifice est réalisé pour le compte de l'État, au Capitole, et d'autres sacrifices ont lieu en même temps dans chacune des trente curies. Il s’agit de la première des deux fêtes impliquant les curies, l'autre étant le Fornacalia, le 17 février, qui diffère en ce qu'elle n'a pas de rituel d'état correspondant aux cérémonies locales,. Ainsi, les Fordicidia sont célébrées à la fois dans les bâtiments des trente curies, où le curion préside au sacrifice et immole une vache pleine, ainsi que sur le Capitole, où les pontifes immolent de même des vaches pleines pour le compte de l'État,.

### Numa et l'origine desFordicida

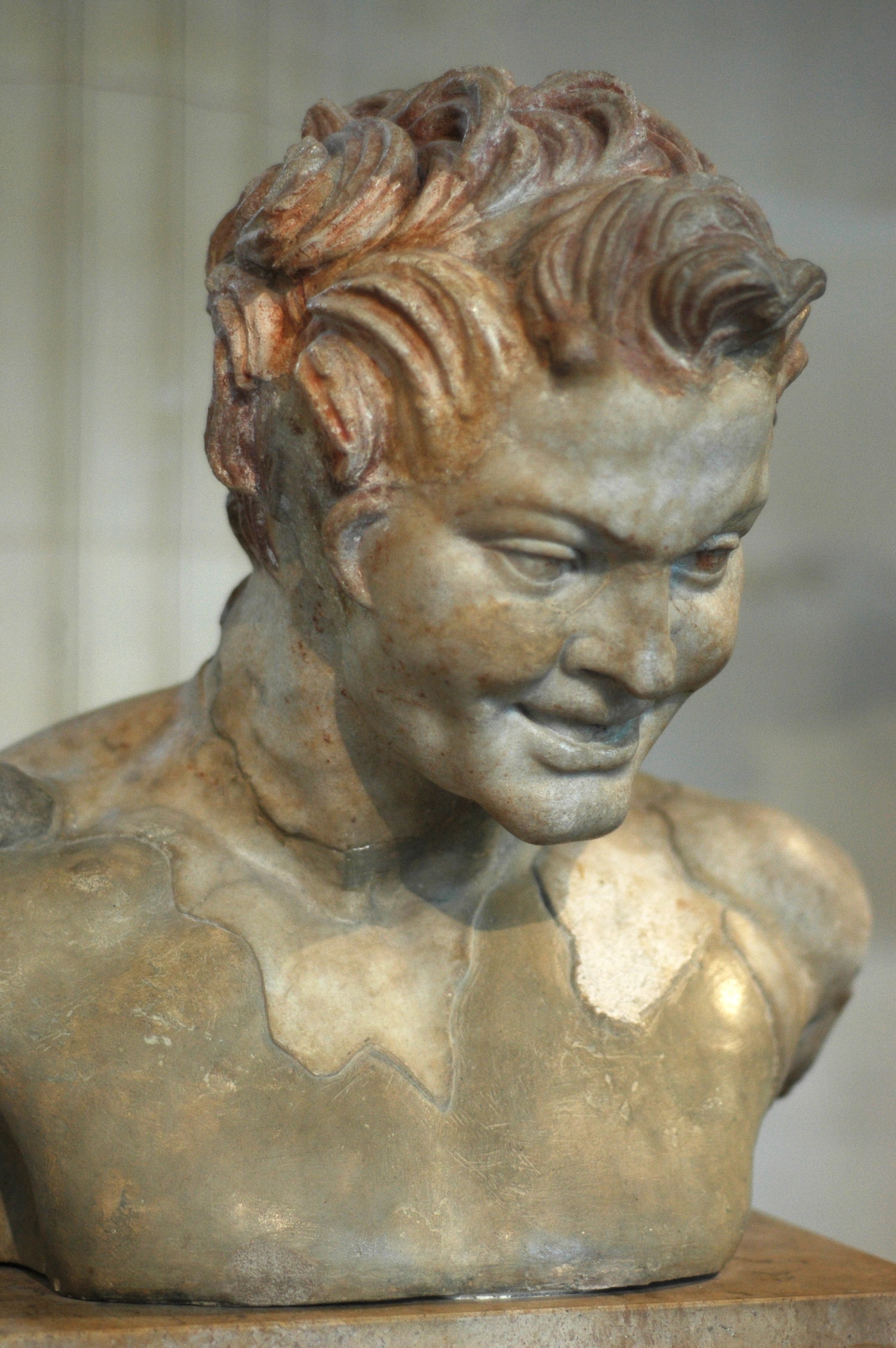
« Faune de Vienne ». Buste de satyre. Marbre avec traces de polychromie, œuvre d'art romaine de l'époque impériale, 1er ou 2e siècle de notre ère, copie d'un type hellénistique.

Les anciens attribuent l'institution des Fordicida, comme de nombreux aspects de la religion et du droit romain, au pieux Numa, le second roi de Rome. En effet, Ovide ajoute à l’explication des Fordicidia un épisode historique fondateur d’une première fois dont toutes les autres fois seront des imitations commémoratives:
Une année, pendant le règne de Numa, les champs ne donnent pas de récoltes et les animaux paraissent incapables de se reproduire. Numa se rend alors au bois de Faunus pour consulter le dieu. Celui-ci lui apparaît en rêve et lui parle par énigme : « Roi, tu dois apaiser Tellus en lui offrant deux vaches, mais n’en sacrifie qu’une, et qu’elle fournisse deux vies ». La nymphe Égérie donne alors au roi la solution de l’énigme : ce que demande Tellus, c’est le sacrifice d’une vache pleine. Numa se conforme alors à la réponse de Faunus et accomplit le sacrifice d’une vache pleine, champs et animaux redeviennent alors fertiles, et une année féconde arrive.

### Disparition
Sans pouvoir préciser exactement à partir de quand elles ne sont plus célébrées, on observe que les Fordicidia, avec environ la moitié des fêtes de la Rome républicaine, ne figurent pas sur le calendrier de 354, au moment où l'empire, devenant chrétien, abandonne les anciennes fêtes religieuses romaines

## Étymologie
La fête des Fordicidia est encore appelée Fordicalia, Hordicidia ou Hordicalia. Il existe donc deux graphies, soit avec un F, soit avec un H.
Se basant sur l’expression de la langue rustique, horda ou forda désignant une vache pleine, les anciens rapprochent Fordicidia de fero (« porter »),. Ovide rapproche aussi fetus (« fœtus ») de la même étymologie, à tort, car ce mot est construit sur une autre racine, qu'on retrouve dans le mot latin fecundus (« fécond »). Le composé Fordi + cidia, « vaches pleines » + « mise à mort », semble transparent et parfaitement approprié aux rites de la fête, et fordus est généralement vu comme étant composé de la racine de fero ; c'est-à-dire que fordus (de * foridus) signifie « gestant, gravide, plein », comme le grec φορός, - ός, - όν dans les écrits médicaux.
Mais cette explication traditionnelle pose plusieurs problèmes. Tout d’abord, on trouve aussi bien horda que forda pour signifier vache pleine et Varron ainsi que Festus, deux garanties solides, indiquent que l’on utilisait aussi la graphie Hordicidia. Varron précise même que Hordicidia est la forme du nom gravée sur les calendriers (in fastis), ce qui amène à penser qu'il pouvait s'agir de la forme officielle. On doit donc accorder une attention particulière à la forme Hordicidia.
Ce doublet linguistiquement étrange s’explique mal : les règles d’évolution phonétique de l'indo-européen commun au latin impliquent qu’à l’initiale de mot, devant voyelle, * bʰ évolue en f, et l’on s’attend donc à ce que la racine indo-européenne * bʰer- (« porter ») donne forda et non horda. On retrouve cette difficulté linguistique dans une autre langue italique, en falisque. Une autre difficulté est de relier fordus à ferre, on s’attendrait effectivement à * feridus > * ferdus et non à fordus. On a proposé pour le résoudre que le mot fordus ne serait pas une dérivation de la racine * bʰer, mais qu'il aurait une origine sabine, et un sens plus restreint, signifiant spécifiquement la vache gestante, et non n’importe quel animal. De plus, Servius classe les sacrifices comme fordae ou taureae, et cette seconde classe est considérée comme d’origine sabine. Ainsi il est possible que hordus et hordicidia soient des formes purement latines, tandis que fordus et Fordicidia seraient des formes d'origine sabine.
De cette solution, il apparaît que l’on ne devrait pas voir dans le nom Fordicidia, la fête du sacrifice des vaches pleines. De plus, une autre appellation existe, qui concurrence l'appellation de Fordicidia ou Hordicidia : c’est le doublet Fordicalia/Hordicalia, dont on ne voit guère quelle exigence a pu pousser à sa création. Il n’est plus question, avec Fordicalia, où la racine * cid- n’est plus présente, de mise à mort.

## Explication et interprétation

### Une fête archaïque
Depuis la fin du XIXe siècle, les travaux de William Warde Fowler sur les fêtes romaines ont montré que les Fordicidia, ainsi que les Robigalia (qui servent à demander protection contre la rouille et la nielle du blé), sont l’une des fêtes sacrificielles les plus anciennes de la religion romaine. En effet, le symbolisme élémentaire et brutal du rite de fécondité des Fordicidia invite à la classer parmi les fêtes très anciennes,. Weinstock considère la fête comme archaïque parce qu’elle appartient à une liste de fêtes qui doivent leurs noms, non pas à la divinité en l'honneur de qui elles sont célébrées, mais au rituel qu'elles accomplissent. Georges Dumézil ajoute que si le temple de Tellus sur l'Esquilin date seulement de 268 av. J.-C., il y a des raisons de penser que l'emplacement, depuis plus de deux siècles au moins, lui est consacré et que les Fordicidia sont d'une grande antiquité.

### Un rituel magique
De ce que la fête n'est pas nommée d'après la déesse, mais d'après l'acte, Weinstock et Jean Bayet, renouvelant le sacrifice au génie de la végétation que supposaient Herbert Jennings Rose et Frazer, donnent à ce rite une explication procédant de la magie de sympathie. Pour Jean Bayet, il s'agit de magies de sympathie et d'anticipation de la fécondité. Avant la formation des épis de fleurs (promesse des épis de grains) et avant la naissance des jeunes dans les troupeaux, l'arrachage des veaux aux entrailles de leurs mères, fordae, est plus qu'un sacrifice : c'est une anticipation hâtive de l'avenir et une violente prémonition à la Terre, grosse de possibilités, d'avoir à les extérioriser.
Dumézil conteste cette interprétation naturaliste et magique de l'extraction de l'embryon, en refusant de concevoir que le sort de la vache tuée avec son veau puisse influer sur la terre en gestation. Il note que l’on ne peut considérer que le rite ait d'abord relevé de la magie pure, contraignant directement la nature sans l'intermédiaire d'une personne, d'une volonté divine, puisque dans les descriptions du rite, il est partout question de sacrifices, dont la bénéficiaire est Tellus ou, en grec, Déméter,.

### Un rite de fécondité

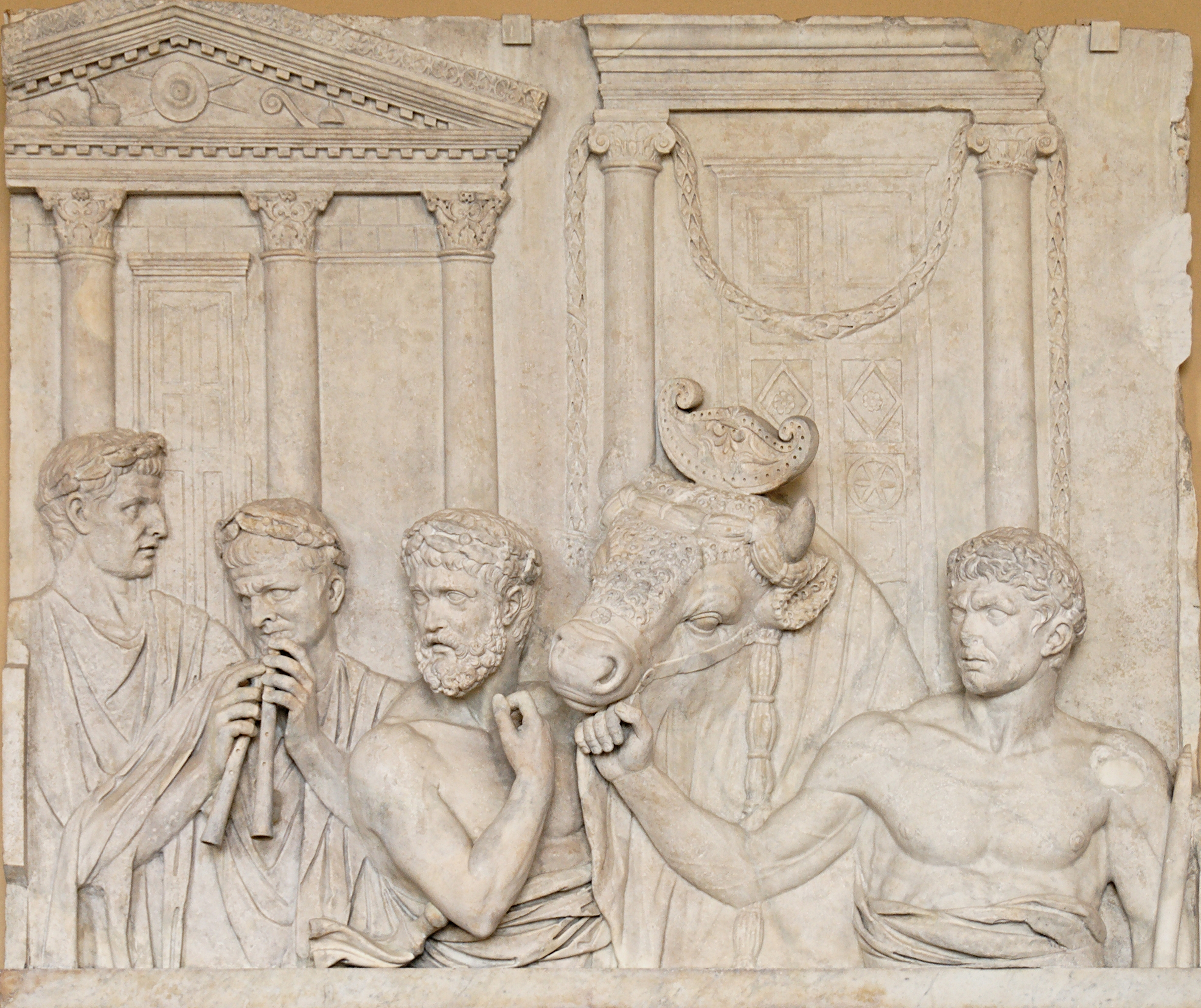
Préparation d'un sacrifice de bovin

Cette fête fait partie d’un ensemble de cérémonies qui au printemps doivent pourvoir à la fertilité de la terre et à la fécondité des animaux. Elle est destinée, selon Ovide, à stimuler la fécondité du bétail mais peut-être aussi la fécondité humaine et la fertilité des champs, selon une association d'idées que l'on trouve fréquemment,. « Nous sommes, dit Ovide, au moment où tout est gravide, la terre avec la semence, comme les bêtes ; c'est pourquoi, à la terre pleine, on offre une victime pleine », en vertu de la règle symbolique qui veut qu'on offre à une divinité des victimes qui lui soient homologues ; et aussi pour lui fournir ce qu'elle doit, sous une autre forme, produire, et assurer ainsi la fertilité de la terre,.

### FordicidiaetCerealia
Pour comprendre la fête, il faut prendre en considération sa date, et s'intéresser à son environnement cultuel. Les Fordicidia du 15 avril sont une fête de la fertilité agricole et animale, à proximité de la fête de Cérès (Cerealia) du 19 avril.
Henri Le Bonniec table sur la proximité dans le temps qui unit les Fordicidia et les Cerealia (15 et 19 avril) pour affecter aux deux célébrations une finalité analogue : si proches dans le temps, les Fordicidia et les Cerealia se situent au même stade du développement des frumenta et ne peuvent avoir que le même objet : assurer le succès de l'épiaison. La jonction rituelle des fêtes est certifiée par l’intervalle régulier de quatre jours qui les séparent. Cet intervalle établit la plus étroite parenté entre les deux fêtes qu’il sépare : et tel est le rapport entre Fordicidia et Cerealia, qui relie ici Tellus et Cérès, tout en respectant leur distinction ; le groupement Tellus-Cérès étant par ailleurs surabondamment prouvé.

### FordicidiaetParilia
Si les Fordicidia du 15 avril et les Cerealia du 19 se trouvent dans la liaison étroite que fait attendre la solidarité des déesses destinataires et que prouve le rapprochement et l'intervalle des jours, l'action des Fordicidia se prolonge à coup sûr deux jours après les Cerealia, dans une autre fête, par un autre genre de lien. Ce sont les Parilia du 21 avril : la cendre des veaux extraits des boues fordae, conservée pendant six jours par les vestales constitue l'un des trois ingrédients du suffimen, de la fumigation purificatoire pour la santé des hommes, la prospérité et la fécondité des troupeaux, qui caractérise la fête de Palès, déesse des bergers et des troupeaux,. De plus les Fordicidia et les Parilia sont les deux seules fêtes du cycle des fêtes agraires relatives à l’élevage.

### Le rite et le premier sacrifice de Numa
La juxtaposition de cet épisode au rite semble indiquer qu'Ovide n'a pas conçu l'épisode de Numa comme la fondation ou l'archétype du rite. L'aspect mis en relief est différent. Il s'agit du thème commun dont le mythe et le rite traitent chacun à sa manière. Le rite est décrit comme une pratique accomplie au temps d'Ovide pour la même raison que celle qui avait poussé autrefois Numa à agir. De plus, le mythe raconte que Numa doit tuer une vache pleine, mais le rapport entre cette donnée et le sacrifice de plusieurs vaches pleines, la crémation de leurs fœtus et la collecte des cendres confiées aux vestales reste obscure.

### Le rôle des vestales

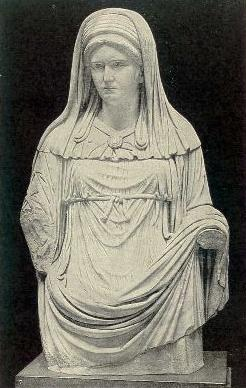
Virgo Vestalis Maxima, la grande prêtresse de Vesta

Les vestales jouent un rôle actif dans le sacrifice des Fordicidia et dans la préparation du suffimen et ce sacrifice constitue la première cérémonie publique de l’année où elles jouent un rôle actif.
Les veaux sont extraits de leur mère brûlée par la Virgo Vestalis Maxima, ou Vestale Maxime. Les cendres sont ensuite gardées par les vestales, et utilisées comme l’un des ingrédients du suffimen, une substance rituelle, avec le sang séché d'un précédent sacrifice de cheval (il s'agit peut-être de celui du cheval d’octobre mais Dumézil réfute cette possibilité) et des cosses de fèves. Le mélange est ensuite jeté sur les feux des Parilia, dans un rituel de purification.
Le rôle des vestales met l'accent, à travers les éléments rituels de fertilité, sur le lien entre la santé et la sécurité des troupeaux, et la sécurité de la ville, y compris et surtout sa sécurité militaire contre l'invasion. La sphère des vestales implique aussi la fécondité humaine. En effet, les mythes de divers fondateurs ou héros de villes de la région du Latium, autour de Rome, racontent qu'ils sont nés d'une vierge imprégnée soit par une étincelle du foyer ou par un phallus sorti de terre. Les vestales romaines sont non seulement responsables de la garde du foyer, la flamme éternelle, mais sont aussi connues pour garder un phallus dans leur temple. L'importance de la flamme sur leur foyer doit donc avoir, dans au moins un de ses aspects, un lien avec la fondation, la production et la continuité des générations.

### Fordicidiaetaṣtāpadī
Le traitement spécial réservé aux embryons de veaux différencie les Fordicidia de tout autre sacrifice de fécondité : on les retire des vaches mortes, on les brûle et on en conserve les cendres pour les Parilia. L'élément important des Fordicidia, n'est pas le sacrifice d’une vache pleine puisqu'on retrouve en d'autres occasions ce type de victime (comme le sacrifice à Tellus d’une truie lors des Sementivae en janvier,). En avril, la terre est déjà féconde lors des Fordicidia, l'important est à présent son fruit. Un traitement spécial est donc réservé à l'embryon de veau, qui représente religieusement ce fruit.
Pareils sacrifices de vaches pleines sont rares dans le monde. Bien que certains pensent qu’Ovide ait pu mettre au point cette énigme de la double vie en une, le rapprochement est généralement fait avec un mythe répandu dans toutes les civilisations indo-européennes, une devinette qui tourne autour de la « vache à huit pattes », c'est-à-dire une vache pleine,. Le rapprochement fut établi d’abord par Wilhelm Schulze, et Georges Dumézil admet après lui que le rituel décrit par Ovide doit emprunter à un ancien substrat indo-européen.
Dumézil, dans un essai consacré aux Fordicidia, a montré la remarquable correspondance des prescriptions essentielles du rituel romain de sacrifice d'une vache pleine à Tellus avec les éléments caractéristiques du sacrifice brahmanique de l’aṣtāpadī « (vache) à huit pattes » : la confrontation des faits romains et indiens est particulièrement éloquente en ce qui concerne le traitement réservé à l'embryon extrait des entrailles de la vache immolée. Comme dans l'Inde, les destinées liturgiques de la mère et du petit sont différentes : la vache est tuée avec son embryon, mais, aussitôt après, celui-ci est extrait, et c'est seulement alors que les exta (foie, cœur, poumons, vésicule biliaire) de la vache, victime pure, sont prélevés et transmis aux dieux. L'embryon, lui, est réservé pour un autre service, qui n'est pas un sacrifice. C'est le schéma même du sacrifice de l’aṣtāpadī.

### Autres comparaisons
Mannhardt et Fowler rapprochent les Fordicidia d’une fête du printemps en Chine, dont a été témoin en 1804, l’ambassadeur anglais en Chine, John Barrow. Au temple de la terre, une grande vache de porcelaine est portée en procession puis brisée, et l’on retire alors de son ventre un grand nombre de petites vaches, qui sont ensuite distribuées parmi le peuple, comme autant de gages d’une bonne saison agricole. Fowler a émis l’hypothèse que le rite chinois aurait pu avoir à l'origine un sacrifice animal semblable à celui des Fordicidia.
Une autre interprétation mettant en lien les Fordicidia et l’orge a été proposée. Danielle Porte se base sur la fête des fours, en l'honneur de la déesse Fornax, du 17 février et sur un texte de Pline, pour rapprocher les Fordicidia et l’orge. L’orge se dit en latin hordeum. On sait moins qu’il existe aussi, selon Quintilien un doublet fordeum, ce qui permettrait d’expliquer plus facilement les doublets Hordicidia/Fordicidia et Hordicalia/Fordicalia. Dans le domaine agricole, s’il y a vraiment correspondance magique ou religieuse, entre le sort de l’embryon et le sort du grain, il faut que le grain soit, lui aussi, brûlé. Une même organisation, centrée autour de la curia unit, outre le commun usage du feu, agent de la torréfaction, les Fordicidia et les Fornacalia. De plus, les deux fêtes présentent le même caractère archaïque, voire primitif. Les deux sont organisées dans le cadre des curies, l’une est celle de la torréfaction du grain, l’autre voit torréfier des embryons de veaux. Les Fornacalia, en février, avant et pendant le 17, sont la fête de l’usinage des céréales. Les Fordicidia s’inscrivent à l’intérieur des fêtes de Cérès, qui s’étendent du 12 au 19 avril.